# Дурдик, Томаш
Томаш Дурдик (чеш. Tomáš Durdík; 24 января 1951, Прага, Чехословакия — 20 сентября 2012, Прага, Чехия) — чешский историк и археолог. Специалист в области замковой архитектуры Чехии в период средних веков.

## Биография
Томаш Дурдик родился 24 января 1951 года в Праге. В 1974 окончил факультет искусств Карлова Университета. После окончания учёбы преподавал историю и археологию во многих крупных университетах страны, например, в Чешском техническом университет, Пльзеньском и Карловом университетах.
Был членом Международного совета по сохранению памятников и достопримечательных мест, участником главного комитета Чешского археологического общества и Центра средневековых исследований. А также главным редактором исторического журнала «Zprávy památkové péče».
Томаш умер 20 сентября 2012 года, на следующий день после приезда с археологической конференции, которая проводилась в городе Чески-Тешин.